# Gaurav Sharma
Gaurav Sharma (1 de mayo de 1991), es un luchador indio de lucha grecorromana. Compitió en Campeonato Mundial de 2013 consiguiendo un 15.º puesto. Conquistó una medalla de bronce en Campeonato Asiático de 2016. Ganó la medalla de oro en Campeonato de la Mancomunidad de 2013. Segundo en Campeonato Mundial Militar de 2014.